# Fredrika Stahl
Fredrika Stahl (Stockholm, 1984. október 24. –) svéd énekesnő, dalszerző.

## Pályakép
Fredrika Stahl Svédországban született. Négyéves volt, amikor édesapja munkája miatt Franciaországba költöztek. Amikor 12 éves volt, családja visszatért Svédországba. Iskolai tanulmányait is ott végezte. 17 évesen már egyedül ment vissza Párizsba, ahol azóta is él.
Balettet is tanult és zongoraledkéket is is kapott. Autodidakta az éneklés és gitárározás terén. Párizsban megpróbált saját dalokat komponálni és írni. Producere összehozta Tom McClung zongoristával. McClung zenekart alapított és 2006 közepén megjelent az A Fraction of You című albuma a Vogue Recordsnál.
Ezt követve olyan művészekkel lépett fel, mint Erick Poirier, Ichiro Onoe és Manuel Marches.
Stahl második albuma, a Tributaries 2008-ban jelent meg, amelyen Øyvind Nypan norvég gitáros is szerepel.
Japánban és Németországban turnézott. 2010-ben a Twinkle, Twinkle Little Star című dala egy Nissan televíziós reklámban volt hallható.
2011-ben Európában turnézott, fellépett Németországban, Freiburgban, Stuttgartban és Offenburgban, aztán Londonban, Genfben és Isztambulban.
Stahl sok dzsesszzenésszel dolgozik, időnként dzsessz-sztenderdeket játszik. Popdalainak feldolgozásaiba is beépít dzsesszelemeket.

## Albumok
- A Fraction of You (2006)
- Tributaries (2008)
- Sweep Me Away (2010)
- Off to Dance (2013)
- Tomorrow (Demain) original soundtrack (2015)
- Natten (2021)